# Horizon Tower
Horizon Tower – wieżowiec w Dubaju, w Zjednoczonych Emiratach Arabskich, o wysokości 190 m. Budynek liczy 44 kondygnacje. Ukończenie budowy miało miejsce w 2006.